# Ясинуватська волость
Ясинуватська волость — історична адміністративно-територіальна одиниця Бахмутського повіту Катеринославської губернії із центром у селі Ясинувате.
Утворена наприкінці 1890-тих років виокремленням із Скотовацької волості.
За даними на 1908 рік у волості налічувалось єдине поселення, загальне населення волості  8647 осіб (4322 чоловічої статі та 4325 — жіночої), 896 дворових господарства.